# 濾波問題
在随机过程理論中的濾波問題（Filtering problem）是指針對信号处理及相關領域中，許多狀態估測問題的數學模型。大致概念是從不完整的、可能包括雜訊的觀測值中，建立有關系統真實值的「最佳估測」。最佳非線性濾波問題（甚至也包括非平稳过程問題）由Ruslan L. Stratonovich（1959年、1960年）找到解答，在Harold J. Kushner的研究及Moshe Zakai的研究中也有提到，Zakai建立了濾波器在條件機率未歸一情況下的簡化動態模型，稱為Zakai方程。不過一般情形下的解是無限維的。
目前已針對一些近似以及一些特定條件有深入的研究。例如在高斯隨機變數的假設下，最佳解是線性濾波器，也稱為维纳滤波及卡尔曼滤波。更一般的情形下，其解為無限維度，為了在有限記憶體的電腦中計算，需要進行有限維度的近似，有限維的近似型非線性濾波器比較會以启发為基礎，例如擴展型卡爾曼濾波器或是假定密度濾波器（Assumed Density Filters），也有更方法論導向的作法，例如Projection Filters，其中有些子系列恰好和假定密度濾波器相同。
一般來說，若可以適用分離原理，這些濾波器也可以成為最优控制問題解的一部份。例如在LQG控制最佳控制問題中，其估測部份的解就是卡爾曼濾波。

## 數學表示
考慮概率空間 (Ω, Σ, P)，並且假設在n維度欧几里得空间 Rn的系統，其在時間t的（隨機）狀態Yt為随机变量 Yt : Ω → Rn，可以由以下形式伊藤清隨機微分方程的解來求得
{\displaystyle \mathrm {d} Y_{t}=b(t,Y_{t})\,\mathrm {d} t+\sigma (t,Y_{t})\,\mathrm {d} B_{t},}
其中B是標準p維布朗运动，b : [0, +∞) × Rn → Rn為漂移場（drift field），且σ : [0, +∞) × Rn → Rn×p是擴散場（diffusion field）。假設Rm內在每一個時間的觀測Ht（其中m和n可能不同）由下式決定
{\displaystyle H_{t}=c(t,Y_{t})+\gamma (t,Y_{t})\cdot {\mbox{noise}}.}
配合隨機微分方程的伊藤表示法，令
{\displaystyle Z_{t}=\int _{0}^{t}H_{s}\,\mathrm {d} s,}
因此可以得到有關觀測Zt的隨機積分表示式：
{\displaystyle \mathrm {d} Z_{t}=c(t,Y_{t})\,\mathrm {d} t+\gamma (t,Y_{t})\,\mathrm {d} W_{t},}
其中W表示標準r維的布朗运动，和B和初始條件Y0無關，c : [0, +∞) × Rn → Rn，且 γ : [0, +∞) × Rn → Rn×r
可以在所有t及x，以及特定常數C的情形下，使下式成立：
{\displaystyle {\big |}c(t,x){\big |}+{\big |}\gamma (t,x){\big |}\leq C{\big (}1+|x|{\big )}}
濾波問題如下：給定在0 ≤ s ≤ t時間內的觀測量Zs for 0 ≤ s ≤ t，依上述觀測值，針對系統真實狀態Yt的最佳估測Ŷt是什麼？
因為「依上述觀測量為基礎」，表示Ŷt是根據Zs觀測量中Σ-代数下的可測函數。令K = K(Z, t) 是所有數值為Rn，平方可積分，而且Gt可量測隨機函數Y的集合：
{\displaystyle K=K(Z,t)=L^{2}(\Omega ,G_{t},\mathbf {P} ;\mathbf {R} ^{n}).}
因為要求是「最佳估測」，表示Ŷt會讓Yt和K集合內所有候選估測值之間的均方差有最小值：
{\displaystyle \mathbf {E} \left[{\big |}Y_{t}-{\hat {Y}}_{t}{\big |}^{2}\right]=\inf _{Y\in K}\mathbf {E} \left[{\big |}Y_{t}-Y{\big |}^{2}\right].\qquad {\mbox{(M)}}}

## 基本結論：正交投影
候選估測值的空間K(Z, t)是希尔伯特空间，根據希尔伯特空间的理論，可以推得最小值問題（M）的解Ŷt可以表示為下式
{\displaystyle {\hat {Y}}_{t}=P_{K(Z,t)}{\big (}Y_{t}{\big )},}
其中PK(Z,t)表示將L2(Ω, Σ, P; Rn)映射到线性子空间 K(Z, t) = L2(Ω, Gt, P; Rn)的正交投影。而且，有關其条件期望，可知道若F是Σ中的次σ代數，則正交投影
{\displaystyle P_{K}:L^{2}(\Omega ,\Sigma ,\mathbf {P} ;\mathbf {R} ^{n})\to L^{2}(\Omega ,F,\mathbf {P} ;\mathbf {R} ^{n})}
也就是條件期望運算子E[·|F]，也就是說
{\displaystyle P_{K}(X)=\mathbf {E} {\big [}X{\big |}F{\big ]}.}
因此
{\displaystyle {\hat {Y}}_{t}=P_{K(Z,t)}{\big (}Y_{t}{\big )}=\mathbf {E} {\big [}Y_{t}{\big |}G_{t}{\big ]}.}
這個基本結果是濾波理論中，廣義Fujisaki-Kallianpur-Kunita方程的基礎。